# Cilicaea tasmanensis
Cilicaea tasmanensis är en kräftdjursart som beskrevs av Hurley och Jansen 1977. Cilicaea tasmanensis ingår i släktet Cilicaea och familjen klotkräftor.
Artens utbredningsområde är havet kring Nya Zeeland. Inga underarter finns listade i Catalogue of Life.